# دوش‌کایا (بتلیس)
دوش‌کایا (به ترکی استانبولی: Döşkaya) یک منطقهٔ مسکونی در ترکیه است که در بیتلیس واقع شده‌است.